# افتراء كيدي
الافتراء الكيدي أو الافتراء المؤذي يعتبر ضررًا. فهو كذبة تم قولها مع إضمار سوء النية حيث إن القائل يعرف أنها كاذبة أو سوف تتسبب في الضرر أو الأذى.
الافتراء الكيدي هو إفادة كاذبة تم الإدلاء بها بسوء نية مبيتة مما أسفر عن ضرر للمدعي. وتعني سوء النية المبيتة في هذه الحالة أن المدعى عليه كان يعلم أن الإفادة غير صحيحة أو لم يتخذ العناية الواجبة للتحقق من ذلك. وغالبًا ما تتناوله القوانين المتعلقة بالتشهير.

## إنجلترا وويلز

### دليل على ضرر خاص
الفقرة 3 (1) من [قانون التشهير لعام 1952 تنص على:
(أ‌)	إذا تم اعتبار أن الكلمات التي يقوم عليها العمل تعمل على إلحاق أضرار مالية للمدعي، ويتم نشرها كتابيًا أو بأي شكل دائم آخر؛ أو
(ب‌)	إذا تم اعتبار أن الكلمات التي تم قولها تسبب ضررًا ماليًا للمدعي فيما يتعلق بأي مكتب أو مهنة أو دعوة أو تجارة أو أعمال تجارية يقوم به المدعى عليه أو يمارسه في وقت النشر.
وذلك تنفيذًا لتوصية لجنة بورتر
لأغراض الفقرة 3 من قانون التشهير لعام 1952، فإن نشر عبارة (بما في ذلك الصور، والصور البصرية، والإيماءات، وغيرها من الأساليب التي تدل على معنى) في السياق الخاص بأداء أحد المسرحيات يخضع للفقرة 7 من قانون المسارح لعام 1968، فتتم معاملتها بوصفها منشورة بشكل دائم.

### التحديد
انظر الفقرة 4أ (ب) من قانون التحديد لعام 1980.

## أيرلندا الشمالية
انظر الفقرة 3 من قانون التشهير لعام 1955 (أيرلندا الشمالية).

## كتابات أخرى
- Ajinimoto Sweeteners Europe SAS v Asda Stores Ltd [2009 EWHC 1717 (QB), a UK decision relating to malicious falsehood